# Different Gear, Still Speeding
Different Gear, Still Speeding è l'album d'esordio del gruppo rock inglese Beady Eye. Prodotto da Steve Lillywhite, è stato pubblicato il 28 febbraio 2011.
A pochi giorni dalla sua uscita, Different Gear, Still Speeding è diventato disco d'oro nel Regno Unito, dove ha debuttato al terzo posto vendendo in una settimana 66 817 copie e chiudendo il 2011 con 165 900 copie vendute nel Regno Unito. Secondo i dati della Official Charts Company, l'album, insieme a quelli di altri artisti, ha contribuito a far aumentare del 40% le vendite dei dischi in vinile in Gran Bretagna nel primo semestre del 2011, chiudendo il 2011 al settimo posto tra gli album in vinile nel Regno Unito.

## Accoglienza
Le recensioni del disco sono state sufficientemente positive: l'album ha raccolto 65 punti su 100 nella valutazione dell'aggregatore Metacritic.

## Tracce
Autori: Gallagher/Archer/Bell, eccezion fatta per Sons of the Stage, dei World of Twist.
1. Four Letter Word - 4:15
2. Millionaire - 3:20
3. The Roller - 3:35
4. Beatles and Stones - 2:57
5. Wind Up Dream - 3:27
6. Bring the Light - 3:39
7. For Anyone - 2:16
8. Kill for a Dream - 4:43
9. Standing on the Edge of the Noise - 2:53
10. Wigwam - 6:39
11. Three Ring Circus - 3:09
12. The Beat Goes On - 4:44
13. The Morning Son - 6:04

iTunes Bonus Track
Acquistando l'edizione Deluxe dell'album, si possono avere anche le seguenti tracce:
1. Man of Misery - 2:38
2. Sons of the Stage - 4:48

Bonus Track versione Giapponese
1. Sons of the Stage - 4:48
2. World Outside My Room - 4:25

### Edizione speciale con DVD
Il disco è disponibile anche in edizione speciale con allegato un DVD contenente i video seguenti:
1. "RAK Them Out - Documentario" - 12:08
2. "Bring The Light - Video" - 3:38
3. "Four Letter Word - Video" - 4:22
4. "Sons Of The Stage - Video" - 4:47

La versione del DVD riservata al mercato giapponese contiene anche il video di The Roller.

### Informazioni Lati b e Tracce Bonus
Il singolo promozionale Bring the Light, pubblicato in vinile, è accompagnato da una reinterpretazione di Sons of the Stage dei World of Twist. Il 18 dicembre 2010 su iTunes Francia è comparsa un'anteprima della durata di quasi otto minuti, comprendente 30 secondi di ogni canzone.
Il secondo singolo promozionale,Four Letter Word, contiene la b-side World Outside My Room ed è stato pubblicato il 17 gennaio 2011 in vinile.
Il primo singolo vero e proprio, The Roller, contenente la b-side Two of a Kind, è stato pubblicato il 21 febbraio 2011 in vinile.
Il secondo singolo ufficiale, Millionaire, contenente la b-side Man of Misery, è stato pubblicato il 2 maggio 2011.
Il terzo singolo ufficiale, The Beat Goes On, con la b-side In the Bubble With a Bullet è stato pubblicato il 15 luglio 2011.
Tra le tracce bonus disponibili su iTunes figurano anche una nuova versione di Man of Misery, pubblicata per la prima volta nel marzo 2009 da Liam Gallagher come colonna sonora di una campagna pubblicitaria della Pretty Green, la sua linea di abbigliamento, e Sons of the Stage. Per Man of Misery si tratta di un riarrangiamento della versione iniziale del brano, inserito, come Sons of the Stage, come bonus track dell'edizione del disco destinata al mercato giapponese.

## Pubblicazioni
| Paese                | Data             | Etichetta          |
| -------------------- | ---------------- | ------------------ |
| Giappone             | 23 febbraio 2011 | Sony Music         |
| Germania             | 25 febbraio 2011 | Beady Eye Records  |
| Regno Unito          | 28 febbraio 2011 | Beady Eye Records  |
| Italia               | 28 febbraio 2011 | Beady Eye Records  |
| Francia              | 28 febbraio 2011 | Beady Eye Records  |
| Spagna               | 28 febbraio 2011 | Beady Eye Records  |
| Stati Uniti / Canada | 1º marzo 2011    | Dangerbird Records |
| Australia            | 11 marzo 2011    | Liberation Music   |
| Brasile              | 18 marzo 2011    | Sony Music         |

## Classifiche
| Paese            | Posizione |
| ---------------- | --------- |
| Italia           | 10        |
| Belgio           | 22        |
| Paesi Bassi      | 7         |
| Germania         | 15        |
| Irlanda          | 3         |
| Giappone         | 5         |
| Svezia           | 21        |
| Regno Unito      | 3         |
| US Billboard 200 | 31        |

## Formazione
Membri principali
- Liam Gallagher – voce, chitarra acustica
- Gem Archer – chitarra solista, pianoforte, basso, cori
- Andy Bell – chitarra ritmica, basso, cori
- Chris Sharrock – batteria

Altri
- Nonvula Walinga – cori (tracce 6 e 8)
- Victoria Akintola – cori (tracce 6 e 8)
- Steve Lillywhite – produzione
- Jonathan Shakhovskoy – ingegnere del suono, missaggio
- Rich Cooper – assistente missaggio
- Helen Atkinson – assistente registrazione
- John Davis – mastering
- Lawrence Watson – fotografia
- Paul Heywood – fotografia
- Steve Gullick – fotografia